# Jalalabad (Fazilka)
Jalalabad ist eine Stadt im indischen Bundesstaat Punjab.
Die Stadt ist Teil des Distrikt Fazilka. Jalalabad hat den Status eines Municipal Council. Die Stadt ist in 15 Wards (Wahlkreise) gegliedert. Die Einwohnerzahl der Stadt liegt laut der Volkszählung von 2011 bei 39.525.